# Elvis Kamsoba
Elvis Kamsoba, né le 27 juin 1996 à Nyanza-Lac est un footballeur international burundais qui évolue au poste d'ailier droit au Balzan FC.

## Biographie
Elvis Kamsoba est né en 1996 au Burundi. Il a déménagé avec sa famille dans un camp de réfugiés tanzanien à l'âge de quatre mois et y a vécu pendant 11 ans avant de migrer vers Adélaïde en Australie-Méridionale en 2008.
Il a un frère cadet qui est aussi footballeur international burundais, Pacifique Niyongabire (en).

### Carrière en club
En octobre 2016, les Melbourne Knights ont annoncé la signature d'Elvis pour la saison 2017 de la NPL Victoria. Kamsoba a marqué six buts pour les Knights en 2017, alors que son équipe a évité la relégation, en battant Dandenong City lors des éliminatoires de promotion-relégation.
Kamsoba a attiré l'attention de toute l'Australie après une brillante campagne en Coupe FFA 2018 avec l'Avondale FC (en). L'Avondale FC a ensuite atteint les quarts de finale, le meilleur résultat du club avant de perdre contre les champions en titre, le Sydney FC. En raison de ses performances impressionnantes avec Avondale, Kamsoba a reçu la première médaille Mike Cockerill, décernée au meilleur joueur NPL de la FFA Cup.

### Victoire de Melbourne
Après une période d'essai réussie, Kamsoba a signé avec le club de l'A-League Melbourne Victory un contrat de 18 mois le 3 janvier 2019. Il a fait ses débuts professionnels pour le club le 9 janvier 2019 lors d'un match de A-League contre Adelaide United.
Aux côtés de Jake Brimmer et Rudy Gestede, Kamsoba a terminé meilleur buteur de Melbourne Victory pour la saison 2020-2021 de l'A-League, avec 5 buts.

### Sydney FC
À la fin de son contrat avec Melbourne Victory, Kamsoba a rejoint le Sydney FC pour un contrat de deux ans,.

### Sepahan SC
Après une saison avec le club portuaire de Sydney, où il marque 3 buts en 17 matchs, Kamsoba a quitte les Sky Blues pour un montant à six chiffres non divulgué. Kamsoba est libéré de tout contrat à la fin de la saison, après avoir fait seulement 15 apparitions.

### PSS Sleman
Le 21 novembre 2023, il a signé un contrat avec le club indonésien PSS Sleman pour jouer au deuxième tour de la Liga 1 2023-2024. Il a fait ses débuts avec l'équipe le 26 novembre 2023, lors d'un match à domicile contre Barito Putera.

### Carrière internationale
Elvis était éligible pour représenter à la fois le Burundi et l'Australie. Le 24 mars 2019, il a confirmé qu'il avait rejeté une convocation en équipe nationale du Burundi. Deux mois plus tard, il accepte une convocation pour l'équipe provisoire du Burundi en vue de la Coupe d'Afrique des nations 2019. Il a fait ses débuts le 17 juin 2019 lors d'un match amical contre la Tunisie, en tant que titulaire.
Elvis Kamsoba a joué dans la Coupe d'Afrique des nations d'Australie du Sud.

## Statistiques
| Club              | Saison            | Ligue                   | Ligue  | Ligue | Coupe nationale | Coupe nationale | Coupe continentale | Coupe continentale | Autres | Autres | Total  | Total |
| Club              | Saison            | Championnat             | Matchs | Buts  | Matchs          | Buts            | Matchs             | Buts               | Matchs | Buts   | Matchs | Buts  |
| ----------------- | ----------------- | ----------------------- | ------ | ----- | --------------- | --------------- | ------------------ | ------------------ | ------ | ------ | ------ | ----- |
| Melbourne Victory | 2018–2019         | A-League                | 16     | 0     | 0               | 0               | 4                  | 0                  | 2      | 0      | 20     | 0     |
| Melbourne Victory | 2019–2020         | A-League                | 25     | 1     | 1               | 0               | 3                  | 1                  | 0      | 0      | 29     | 1     |
| Melbourne Victory | 2020–2021         | A-League                | 20     | 5     | 0               | 0               | 0                  | 0                  | 0      | 0      | 19     | 5     |
| Melbourne Victory | Total             | Total                   | 61     | 6     | 1               | 0               | 7                  | 1                  | 2      | 0      | 68     | 6     |
| Sydney FC         | 2021–2022         | A-League Men            | 17     | 3     | 3               | 2               | 4                  | 0                  | 0      | 0      | 24     | 5     |
| Sepahan           | 2022–2023         | Persian Gulf Pro League | 15     | 0     | 0               | 0               | 0                  | 0                  | 0      | 0      | 15     | 0     |
| PSS Sleman        | 2023–2024         | Liga 1                  | 15     | 0     | 0               | 0               | 0                  | 0                  | 0      | 0      | 15     | 0     |
| Total en carrière | Total en carrière | Total en carrière       | 108    | 9     | 4               | 2               | 11                 | 1                  | 2      | 0      | 125    | 12    |

## Palmarès

### Individuel
- Médaille Michael Cockerill : 2018